# Камуфлетне висадження
Камуфлетне висадження (рос. камуфлетное взрывание, англ. camouflet blasting; нім. Bohrlochauskesselung) — висадження заглиблених зарядів вибухової речовини, яке руйнує або пластично деформує навколишнє середовище, але не викликає залишкових деформацій поверхні.
Камуфлетне висадження застосовується:
- для утворення підземних порожнин як сховищ рідких і газоподібних речовин;
- для дроблення твердих корисних копалини на великій глибині з метою подальшого видобування способами гірничої технології або вилуговуванням;
- для зменшення міцності вугільного масиву, додання йому необхідній податливості при розробці пластів, небезпечних по раптових викидах вугілля і газу, а також з метою розвантаження таких пластів від тиску гірських порід і для дегазації (камуфлетно-струсне підривання зарядів, розташованих в області концентрації напруги попереду вибою).

## Камуфлетно-струсне висадження (підривання)
Камуфлетно-струсне висадження (підривання) — висадження зарядів у камуфлетних свердловинах або шпурах, пробурених поряд зі звичайними робочими свердловинами таким чином, щоб, по-перше, камуфлетний заряд розташовувався в області найбільшої концентрації напружень спереду вибою, по-друге, камуфлетний заряд вибухав з уповільненням 25 мс по відношенню до робочих зарядів.
Камуфлетно-струсне висадження застосовується на пластах, небезпечних за раптовими викидами вугілля та газу з метою зниження тиску гірських порід, дегазації пласта, попередження викидів.